# Wiktor Nikonow
Wiktor Pietrowicz Nikonow (ros. Виктор Петрович Никонов, ur. 28 lutego 1929 w chutorze Biełogorka w Kraju Północnokaukaskim, zm. 17 września 1993 w Moskwie) – radziecki polityk, członek KC KPZR (1976-1990), sekretarz KC KPZR (1985-1989), członek Biura Politycznego KC KPZR (1987-1989).
1950 ukończył Azowsko-Czarnomorski Instytut Rolniczy i został głównym agronomem stanicy maszynowo-traktorowej w Kraju Krasnojarskim, później zastępcą dyrektora szkoły agronomicznej w Krasnojarsku, następnie dyrektorem stanicy maszynowo-traktorowej. Od 1954 w KPZR, od 1958 zastępca kierownika, potem kierownik wydziału rolnego Krasnojarskiego Krajowego Komitetu KPZR i instruktor Wydziału Organów Partyjnych KC KPZR. Od sierpnia 1961 do sierpnia 1967 II sekretarz Tatarskiego Komitetu Obwodowego KPZR, od 4 sierpnia 1967 do 5 września 1979 I sekretarz Maryjskiego Komitetu Obwodowego KPZR. Od 9 kwietnia 1971 do 24 lutego 1976 zastępca członka, a od 5 marca 1976 do 2 lipca 1990 członek KC KPZR. Od września 1979 do 1983 zastępca ministra gospodarki rolnej ZSRR, od 28 stycznia 1983 do 26 kwietnia 1985 minister gospodarki rolnej Rosyjskiej FSRR. Od 23 kwietnia 1985 do 20 września 1989 sekretarz KC KPZR, od 26 lipca 1987 do 20 września 1989 członek Biura Politycznego KC KPZR, następnie na emeryturze. Deputowany do Rady Najwyższej ZSRR od 6 do 11 kadencji, deputowany ludowy ZSRR. Pochowany na Cmentarzu Nowodziewiczym. Odznaczony dwoma Orderami Lenina, Orderem Rewolucji Październikowej i medalami.